# Pentlandite
La pentlandite (simbolo IMA: Pn), nota anche come ghiaia ferro-nichel, folgerite o lillehammerite, è un minerale e un solfuro di ferro e nichel comune della classe dei minerali di "solfuri e solfosali" appartenente al gruppo della pentlandite con la composizione chimica idealizzata (Ni,Fe)9S8 e quindi chimicamente un nichel-ferro-solfuro.
Normalmente possiede un rapporto nichel-ferro vicino a 1:1e contiene in misura minore cobalto. Gli elementi indicati tra parentesi possono rappresentarsi l'un l'altro nella formula, ma sono sempre nella stessa proporzione rispetto alla quantità di zolfo del minerale.
La pentlandite forma una serie completa di cristalli misti con la cobaltpentlandite.

## Etimologia e storia
La pentlandite prende il nome dal suo scopritore, Joseph Barclay Pentland (1797-1873), uno scienziato e geografo irlandese. Il nome alternativo, ghiaia ferro-nichel deriva dall'alto contenuto di ferro e nichel del minerale.
La pentlandite fu scoperta per la prima volta nel 1856 nella "miniera di Craignure" vicino a Inveraray nella regione scozzese di Strathclyde e vicino a Espedalen a Sør-Fron in Norvegia e descritta da Ours-Pierre-Armand Petit-Dufrénoy.

## Classificazione
Nella Sistematica dei lapis (Lapis-Systematik) di Stefan Weiß il minerale è stato assegnato al sistema e al minerale nº II/B.16-10. In tale sistematica ciò corrisponde anche al dipartimento dei "solfuri, seleniuri e tellururi con il rapporto di metallo : S,Se,Te > 1:1", dove la pentlandite dà anche il nome al "gruppo della pentlandite" (II/B.16), dove è elencata con argentopentlandite, cobaltpentlandite, geffroyite, miassite e shadlunite così come la manganoshadlunite precedentemente non riconosciuta.
Anche la nona edizione della sistematica minerale di Strunz, aggiornata l'ultima volta dall'Associazione Mineralogica Internazionale (IMA) nel 2009, elenca la pentlandite nella classe dei "solfuri metallici, M:S > 1:1 (principalmente 2:1)". Tuttavia, questo è ulteriormente suddiviso in base ai metalli predominanti nel composto, in modo che il minerale possa essere trovato in base alla sua composizione nella suddivisione "con nichel (Ni)", dove insieme ad argentopentlandite, cobaltpentlandite, geffroyite e shadlunite forma il "gruppo della pentlandite" con il sistema nº 2.BB.15a.
Tale classificazione viene mantenuta quasi invariata anche nell'edizione successiva, proseguita dal database "mindat.org" e chiamata Classificazione Strunz-mindat. Qui, oltre ai minerali già citati, la pentlandite è in compagnia anche di ferhodsite, godlevskite, kharaelakhite, manganoshadlunite, oberthürite, sugakiite e wangyanite, con le quali forma il sistema nº 2.BB.15.
La classificazione dei minerali di Dana, che viene utilizzata principalmente nel mondo anglosassone, classifica la pentlandite nella classe dei "solfuri e solfosali" e lì nella sottoclasse dei "minerali solfuri". Ancora una volta, è nel "gruppo della pentlandite" con il sistema nº 02.07.01 all'interno della suddivisione "Solfuri – compresi seleniuri e tellururi – con composizione AmBnXp, con (m+n):p=9:8".

## Abito cristallino
La pentlandite cristallizza cubicamente nel gruppo spaziale Fm3m (gruppo nº 225) con la costante di reticolo a = 10,04 Å e 4 unità di formula per cella unitaria.
Nella struttura dello spinello, gli ioni zolfo sono presenti nell'impacchettamento cubico più denso. Degli ioni metallici, 4 ottaedrici e 32 tetraedrici sono coordinati con lo zolfo.

## Proprietà
La pentlandite, a differenza della pirrotite, è paramagnetica e non reagisce con l'acido cloridrico. Essa forma cristalli isometrici, ma si trova normalmente in aggregati granulari massicci. È fragile, possiede durezza di 3,5-4 e un peso specifico di 4,6-5,0.
Oltre alla garnerite, la pentlandite è uno dei minerali di nichel più importanti con un contenuto di nichel del 34%. È al vaglio l'utilizzo della pentlandite come sostituto del platino come catalizzatore nell'elettrolisi dell'acqua.

## Caratteristiche
La pentlandite è uno zolfo semplice anidro di ferro e nichel e la proporzione di questi elementi è del 32% e del 31%, rispettivamente, rispetto ad altri minerali del gruppo pentlandita. Forma una serie di soluzioni solide con il cobalto pentlandita, in cui la sostituzione graduale del nichel e del ferro con il cobalto dona i diversi minerali della serie. È un minerale molto simile alla godlevskite e all'oromanite. 
A quasi tutti gli elementi della sua formula si aggiungono alcune impurità: il cobalto, il platino e il rame.

## Origine e giacitura
La pentlandite si trova in abbondanza all'interno di rocce ultrafemiche, che ne fanno una delle più importanti fonti di nichel minerario. Occasionalmente si trova anche all'interno di xenoliti del mantello e di bocche idrotermali "black smoker".
Il minerale associato più importante è la pirrotite, con la quale appare spesso intimamente fusa. La ragione di ciò è il decadimento della fase cristallina mista di pentlandite e pirrotite quando raffreddata al di sotto di 610 °C, per cui i caratteristici corpi di segregazione a forma di fiamma della pentlandite si formano nella pirrotite o si trovano sui bordi dei grani della pirrotite. Questo aggregato di adesione è anche noto come ghiaia magnetica al nichel. Altri minerali compatti includono calcopirite, cubanite, mackinawite, magnetite e troilite.
Come formazione minerale comune, la pentlandite può essere trovata in molti siti, con oltre 1600 siti documentati fino ad oggi (a partire dal 2021).
In Germania, la pentlandite è stata trovata nell'ex miniera e nell'odierna riserva naturale Friedrich-August-Grube nel Baden-Württemberg, sul Großer Teichelberg vicino a Pechbrunn e nella cava di Hess nella riserva naturale di Wojaleite in Baviera, nel meteorite Trebbin, caduto nel 1988 vicino all'omonima città nel Brandeburgo, nelle miniere di Ludwigshoffnung vicino a Bellnhausen e Versöhn vicino a Rachelshausen in Assia e in alcune località della Bassa Sassonia, della Renania Settentrionale-Vestfalia, della Renania-Palatinato e della Sassonia.
In Austria, il minerale è stato finora estratto in molte località degli Alti Tauri, come nell'area di scoperta di Torleiten nel gruppo del Goldberg della Carinzia, nella miniera di Gaiswand sull'Haidbachgraben e in un giacimento di scheelite nella valle di Felber, nonché nel giacimento di smeraldi presso il Leckbachgraben nella valle di Habach nella regione di Salisburgo. Inoltre, è stato trovato in diverse località della Carinzia nel distretto di Friesach-Hüttenberg, vicino a Wolfsbach nel comune della Bassa Austria di Drosendorf-Zissersdorf, vicino a Sankt Johann im Pongau a Salisburgo e in altri luoghi della Stiria e del Tirolo.
Altri siti sono sparsi in tutto il mondo.
La pentlandite è stata rilevata anche in campioni di roccia provenienti dalla dorsale medio-atlantica, dal Mare Crisium sulla Luna e nella polvere cometaria di 81P/Wild.
Il giacimento più significativo si trova a Greater Sudbury, in Canada.
La pentlandite è il più comune solfuro di nichel terrestre. Si forma tipicamente durante il raffreddamento di una fusione di solfuri. Queste fusioni di solfuri, a loro volta, si formano tipicamente durante l'evoluzione di una fusione di silicati. Poiché il nichel è un elemento calcofilo, ha una preferenza per le fasi di solfuro (cioè si "divide" in esse). Nei fusi solfidrici, il nichel si sostituisce ad altri metalli di transizione all'interno dei minerali ferromagnesiaci, il più comune dei quali è l'olivina, nonché le varietà nichelifere di anfibolo, biotite, pirosseno e spinello. Il nichel si sostituisce più facilmente a Fe2+ e Co2+ a causa della loro somiglianza in dimensioni e carica.
Nelle fusioni sature di solfuri, il nichel si comporta come un elemento calcofilo e si divide fortemente nella fase solfidica. Poiché la maggior parte del nichel si comporta come elemento compatibile nei processi di differenziazione ignea, la formazione di solfuri di nichel è essenzialmente limitata alle fusioni mafiche e ultramafiche sature di solfuri. Quantità minori di solfuri di nichel si trovano nelle peridotiti del mantello.
Il comportamento dei solfuri fusi è complesso ed è influenzato dai rapporti di rame, nichel, ferro e zolfo. In genere, al di sopra dei 1100 °C, esiste solo una fusione di solfuro. Dopo il raffreddamento a 1000 °C, si forma un solido contenente principalmente Fe e quantità minori di Ni e Cu. Questa fase è chiamata soluzione solida monosolfurica (MSS) ed è instabile a basse temperature, decomponendosi in miscele di pentlandite e pirrotite e (raramente) pirite. È solo quando il raffreddamento supera i 550 °C (a seconda della composizione) che l'MSS subisce un'insoluzione. Può anche formarsi una fase separata, solitamente un solfuro liquido ricco di rame, che dà origine alla calcopirite al raffreddamento.
Queste fasi formano tipicamente solfuri massicci equigranulari afanitici o sono presenti come solfuri disseminati all'interno di rocce composte prevalentemente da silicati. I solfuri massicci magmatici incontaminati sono raramente conservati, poiché la maggior parte dei depositi di solfuro nichelifero è stata metamorfosata.

## Forma in cui si presenta in natura
La pentlandite sviluppa prevalentemente aggregati minerali opachi, granulari o massicci, ma raramente anche cristalli fino a circa 10 cm di dimensione di colore giallo bronzo chiaro. A causa dell'aggiunta di argento, la pentlandite assume un colore bruno-rossastro.